# فیل گیلبرت (بازیکن فوتبال اهل انگلستان)
فیل گیلبرت (انگلیسی: Phil Gilbert؛ زادهٔ ۱۱ سپتامبر ۱۹۴۴) بازیکن فوتبال اهل بریتانیا است.
از باشگاه‌هایی که در آن بازی کرده‌است می‌توان به باشگاه فوتبال برایتون اند هوو آلبیون اشاره کرد.